# Hink-stap-springen uit stand

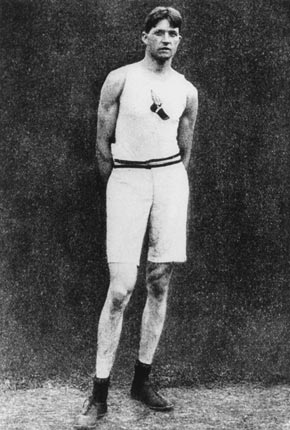
Ray Ewry, meervoudig Olympisch kampioen hink-stap-springen uit stand

Hink-stap-springen uit stand, is een discipline in de atletiek die inmiddels niet meer beoefend wordt. De naam beschrijft de verschillende acties die een atleet achter elkaar moet verrichten. In tegenstelling tot het normale en tegenwoordig nog beoefende hink-stap-springen wordt er bij het hink-stap-springen uit stand geen aanloop genomen. De atleet start meteen met een hink vanuit staande positie en maakt hierna een stap, waarmee hij juist op zijn andere voet terecht moet komen. Ten slotte volgt een sprong, vergelijkbaar met het verspringen, om terecht te komen in een zandbak.

## Bekende atleten
- Ray Ewry
- James King
- Joseph Stadler
- Irving Baxter
- Bob Garrett
- Waldemar Steffen
- Frank Jarvis

## Olympische Spelen
Hink-stap-springen uit stand werd geïntroduceerd bij de Olympische Spelen van 1900 in Parijs. De eerste kampioen werd Ray Ewry die zijn titel won met een beste poging van 10,58 m. Vier jaar later verdedigde hij met succes zijn titel op de Olympische Spelen van 1904, alsmede op de Tussenliggende Spelen van 1906. Het atletiekonderdeel werd op de Spelen van 1908 uit het programma verwijderd.

### Medaillewinnaars
| Olympische Spelen | Goud         | Zilver            | Brons              |
| ----------------- | ------------ | ----------------- | ------------------ |
| 1900              | USA Ray Ewry | USA Irving Baxter | USA Bob Garrett    |
| 1904              | USA Ray Ewry | USA Charles King  | USA Joseph Stadler |